# Campeonato Nacional de Martinica 2018-19
El Campeonato Nacional 2018-19 fue la edición número 99 del Campeonato Nacional de Martinica.

## Formato
En el torneo participarán 14 equipos los cuales jugarán entre sí todos contra todos 2 veces totalizando 26 partidos cada uno; al término de la competencia el club con mayor puntaje se proclamará campeón y de cumplir los requisitos establecidos participará en la CONCACAF Caribbean Club Shield 2020, en cambio los 3 últimos clasificados descenderán a la Promoción de Honor de Martinica.

## Tabla de posiciones
Actualizado el 10 de junio de 2019.
| Pos. | Equipo               | PJ | PG | PE | PP | GF | GC | DG  | Pts. | Clasificado a                         |
| ---- | -------------------- | -- | -- | -- | -- | -- | -- | --- | ---- | ------------------------------------- |
| 1    | Club Franciscain (C) | 26 | 20 | 3  | 3  | 65 | 23 | +42 | 89   | Campeón, CONCACAF CCS 2020 y CAF 2020 |
| 2    | Golden Lion FC       | 26 | 19 | 5  | 2  | 71 | 16 | +55 | 88   | Campeonato de las Antillas 2020       |
| 3    | Aiglon du Lamentin   | 26 | 19 | 2  | 5  | 56 | 26 | +30 | 85   | Campeonato de las Antillas 2020       |
| 4    | Club Colonial        | 26 | 10 | 6  | 10 | 28 | 27 | +1  | 62   | Campeonato de las Antillas 2020       |
| 5    | AS Samaritaine (*)   | 26 | 10 | 6  | 10 | 26 | 30 | -4  | 61   |                                       |
| 6    | US Robert            | 26 | 9  | 7  | 10 | 33 | 31 | +2  | 60   |                                       |
| 7    | RC Lorrain           | 26 | 8  | 8  | 10 | 29 | 36 | -7  | 58   |                                       |
| 8    | Essor-Préchotain     | 26 | 7  | 8  | 11 | 34 | 45 | -11 | 55   |                                       |
| 9    | RC Rivière-Pilote    | 26 | 7  | 7  | 12 | 33 | 35 | -2  | 54   |                                       |
| 10   | RC Saint-Joseph (*)  | 26 | 6  | 10 | 10 | 29 | 45 | -16 | 53   |                                       |
| 11   | New Star Ducos FC    | 26 | 7  | 6  | 13 | 22 | 36 | -14 | 53   |                                       |
| 12   | Golden Star (D)      | 26 | 5  | 11 | 10 | 25 | 36 | -11 | 52   | Promoción de Honor 2019-20            |
| 13   | Emulation FC (D)     | 26 | 6  | 5  | 15 | 24 | 54 | -30 | 49   | Promoción de Honor 2019-20            |
| 14   | Assaut (D)           | 26 | 4  | 6  | 16 | 22 | 57 | -35 | 44   | Promoción de Honor 2019-20            |

(*) Se le restaron 1 punto.